# Lahoh
Lahoh (in somalo laxoox, in ebraico  לַחוּח‎?), oppure laḥūḥ (in arabo لحوح‎?, che significa "piatto", dalla radice araba "لوح" "lowh"), è un pane spugnoso e schiacciato, simile al pancake, originario dello Yemen. È un tipo di focaccia consumato sia in Yemen che in Somalia, e reso popolare anche nella cucina ebraica dagli immigrati ebrei yemeniti. Viene chiamato Laxoox/Lahoh in Somaliland, Somalia e Gibuti dai popoli del Corno d'Africa, data la grande influenza della lingua araba sul popolo somalo durante la storia.

## Preparazione
Il lahoh si prepara con un impasto di farina normale, farina autolievitante, acqua tiepida, lievito istantaneo e un pizzico di sale. Il composto viene sbattuto a mano fino a renderlo morbido e cremoso. La farina preferita per fare il lahoh è il sorgo. Ci sono due varietà del piatto: una dolce e un'altra fatta con le uova.
Il lahoh è tradizionalmente cotto su una stufa circolare metallica chiamata taawa, oppure in mancanza di essa, anche in una normale padella.

## Consumo regionale
In Yemen, il lahoh è spesso venduto per strada dai venditori ambulanti. Si può trovare anche in Israele, dove è stato introdotto dagli ebrei yemeniti che vi immigrarono. In Somalia, Somaliland, Gibuti e in alcune parti dell'Etiopia e del Kenya, il lahoh viene mangiato con stufato, zuppa o curry. Si mangia principalmente con subbag (un tipo di burro/ghee somalo), olio d'oliva, olio di sesamo e zucchero o miele. Viene quasi sempre consumato insieme al tè somalo.